# IC 1261/2
IC 1261/2 је елиптична галаксија у сазвијежђу Змај која се налази на листи објеката дубоког неба у Индекс каталогу.
Деклинација објекта је + 71° 15' 48" а ректасцензија 17h 23m 26,0s. Привидна величина (магнитуда) објекта IC 1261 износи 15,0 а фотографска магнитуда 16,0. IC 12612 је још познат и под ознакама MCG 12-16-32B, CGCG 339-39, NPM1G +71.0161, KCPG 514B, PGC 60186.